# Vendin-le-Vieil
Vendin-le-Vieil là một xã ở tỉnh Pas-de-Calais, vùng Hauts-de-France của Pháp.
Vending-le-Vieil tọa lạc 4 dặm (6,4 km) về phía đông bắc Lens, tại giao lộ của các tuyến đường D38e và đường D164.

## Dân số
| 1962                                                         | 1968 | 1975 | 1982 | 1990 | 1999 | 2006 |
| ------------------------------------------------------------ | ---- | ---- | ---- | ---- | ---- | ---- |
| 7090                                                         | 7208 | 6866 | 6934 | 6938 | 6798 | 7054 |
| Số liệu điều tra dân số từ năm 1962: Dân số không tính trùng |      |      |      |      |      |      |

## Địa điểm nổi bật
- Nhà thờ St.Leger, rebuilt along with the rest of the town, after đệ nhất thế chiến.